# 丸岡古城まつり

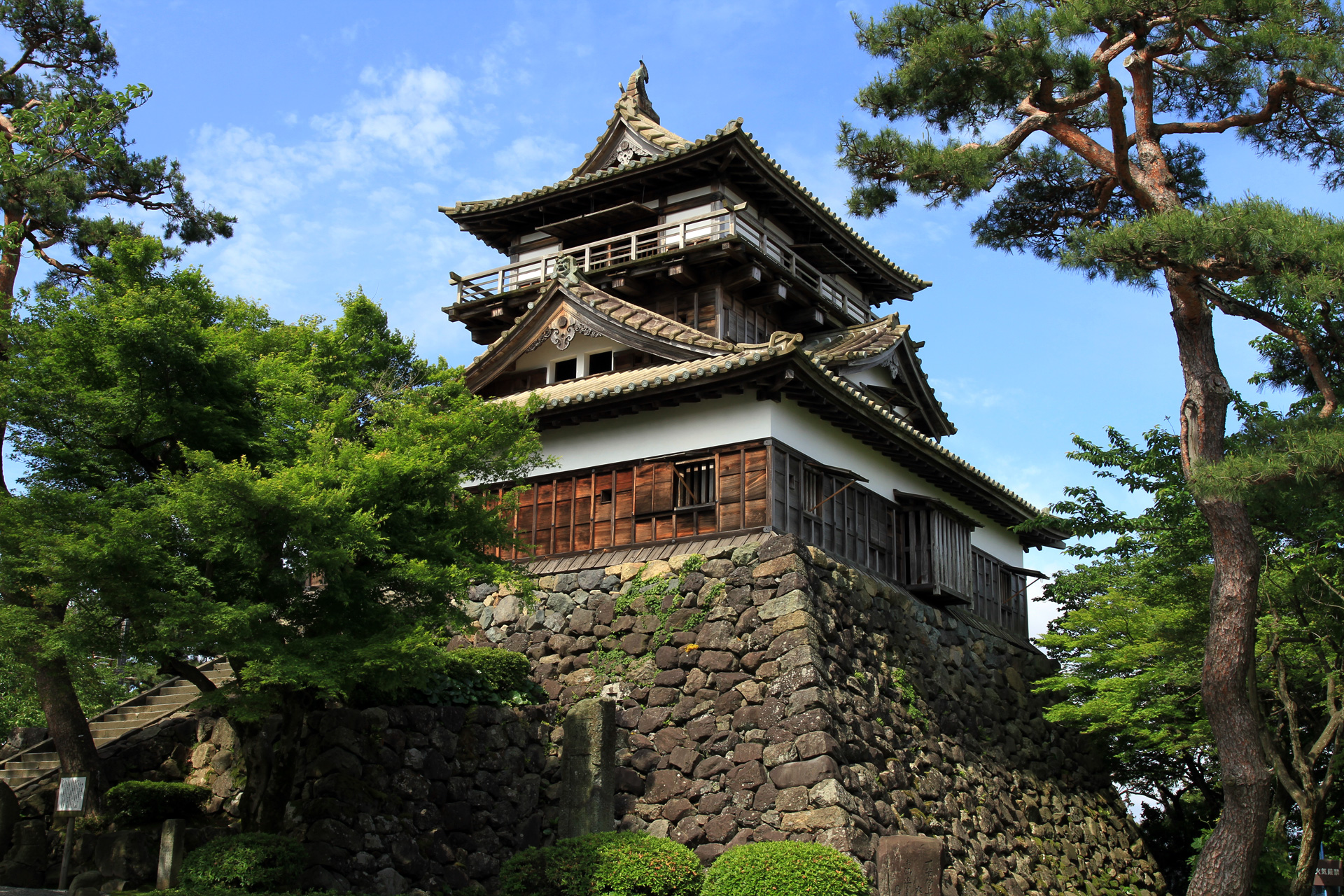
丸岡城

丸岡古城まつり（まるおかこじょうまつり）は、福井県坂井市で開催される祭りである。毎年10月の第1または第2土・日曜日に、丸岡城周辺で開催されている。

## 概要
2016年（平成28年）10月に第48回を迎えた。「歴史と伝統のまち坂井市」を後世に伝承するとともに、豊かなまちづくり、市民の融和と親睦を図る祭典となっている。
毎年模擬店、餅まき、吹奏楽演奏などのイベントがあり、その中でのメインは「五万石パレード」・「総踊り」・「からくり人形山車巡行」の3つである。
五万石パレード
鎧や兜を身につけて武将に扮した市民が、人形山車や子供大名などを従えて丸岡城周辺を練り歩き、沿道では地元の太鼓団体による演奏が行われ、パレードを盛り上げる。また、パレードの最後には、メインステージで各隊によるパフォーマンスが行われている。
総踊り
道路に埋め尽くされた参加者が「丸岡音頭」「丸岡音頭新バージョン」、坂井市の姉妹都市である宮崎県延岡市の民謡「ばんば踊り」の音楽に合わせて踊り歩く。
からくり人形山車巡行
2台の山車があり、地元の大人たちが山車を引いてそれぞれ違うルートを巡回し、地元の小学生が山車の中で太鼓をはじめとしたお囃子を演奏しながら、丸岡町内を巡回する。巡回した後、西と東の2種類の山車がメインステージで集合し、演奏する。